# أنطون نوريس
أنطون نوريس (7 يناير 1940 - ) (بالإنجليزية: Anton Norris) هو لاعب القفز الثلاثي ولاعب كريكت باربادوسي. شارك في دورة ألعاب الكومنولث والإمبراطورية البريطانية 1966 ودورة ألعاب الكومنولث والإمبراطورية البريطانية 1962 و1966 Central American and Caribbean Games ‏ و1962 Central American and Caribbean Games ‏ ودورة الألعاب الأمريكية 1963. وشارك مع منتخب باربادوس الوطني للكريكت.

## وصلات خارجية
- أنطون نوريس على موقع إي آس بي آن كريك إنفو (الإنجليزية)
- أنطون نوريس على موقع اتحاد ألعاب الكومنولث (مؤرشف) (الإنجليزية)